# Melanagromyza pubescens
Melanagromyza pubescens este o specie de muște din genul Melanagromyza, familia Agromyzidae, descrisă de Friedrich Georg Hendel în anul 1923.
Este endemică în Austria. Conform Catalogue of Life specia Melanagromyza pubescens nu are subspecii cunoscute.